# Richard Mille
Richard Mille — це однойменний бренд розкішних швейцарських годинників. Заснований в 1999 році. Richard Mille SA базується в Les Breuleux, в кантоні Юра, Швейцарія.

## Історія
Після вивчення маркетингу в Безансоні, Рішар Мілль (народився 13 лютого 1951 Драгіньян, Франція) почав працювати в Finhor, місцевій годинниковій компанії в 1974 р. Finhor була куплена в 1981 році компанією Matra та Рішар Мілль став керувати годинниковим бізнесом Matra, яка потім включала бренди Yema і Cupillard Rième. Годинникова промисловість Matra була продана Seiko, після чого Мілль покинув компанію в 1992 році, щоб почати випускати годинники для ювелірної фірми Mauboussin. У 1999 році Рішар заснував компанію Richard Mille SA у співпраці з Audemars Piguet. Перша модель компанії під назвою RM001 стала доступною з 2001 року.

### Моделі годинників Richard Mille
До найвідоміших моделей цієї марки можна віднести: Tourbillon RM 008 (хронограф з турбійоном) і Sapphire Split Seconds (хронограф з турбійоном) RM 056. RM 008 поєднує в собі турбійон з ручним заводом, хронограф спліт-секунд, індикатор крутного моменту та індикатор резерву потужності. Був заявлений як один з найпередовіших годинників у світі, ціна стартує від 500000 євро.
У RM 056 вирізняється своєю тричастинним сапфіровим скелетоном (корпус). RM 056 повністю прозорий і це перший корпус годинника, повністю побудований з сапфіра, з обмеженим тиражем в 5 штук на Richard Mille RM 056 Felipe Massa Sapphire за ціною в $ 1,7 млн доларів США. RM 056 був визнаний найкращим годинником 2012 року на виставці годинникарів салону Internacional de Alta Relojeria в Мехіко в жовтні 2012 року

### Співпраці та спонсорство
Феліпе Масса — бразильський гонщик Формули 1;
Жан Тод — голова FIA;
Рафаель Надаль — іспанський тенісист;
Йоханн Блейк — ямайський легкоатлет;
Гонщики Mclaren F1 Team: Дженсон Баттон, Фернандо Алонсо та ін.

### Цікаві факти
- Середня вартість годинника Richard Mille — 170000 євро.
- За словами Рішара Мілля в 2015 році було випущено приблизно 4000 годинників, що робить цю компанію порівняно маленькою з компаніями на кшталт Patek Philippe або Audemars Piguet, проте позиція Мілля щодо розвитку марки є не більше 6000 одиниць на рік.
- На весіллі прес-секретаря президента РФ Дмитра Пєскова та Тетяни Навки, були помічені на руках Пєскова лімітовані RM 052 Tourbillon Skull вартістю приблизно півмільйона доларів. Пізніше за словами Дмитра виявилось, що це подарунок нареченої.
- На руках індонезійського генерала Моелдоко сфотографовано RM 011 Felipe Massa Flyback Chronograph Black Kite за $100 000. Після цього генерал скликав прес-конференцію на якій запевнив, що годинник- підробка та кинув його об підлогу, після чого його помічник швидко його прибрав і ніхто з присутніх журналістів не встиг його побачити достатнім чином, хоча спеціалісти відзначають, що на фото годинник виглядає дуже схожим на оригінал.